# Oda! – Saatans kvinna!!
Pjäsen Oda! – Saatans kvinna!! är en musikalisk monolog för en kvinna och en manlig orkester. Den skrevs av Dag Norgård för skådespelerskan Chatarina Larsson, med musik av Monica Dominique. Pjäsen handlar om Den norska konstnärinnan Oda Krohg som levde i Christiania (Oslo) i Norge 1860-1935. Den hade urpremiär 10 november 1985 på Skånska Teatern i Landskrona, i regi av Dag Norgård med Chatarina Larsson i titelrollen. Samma uppsättning spelades också på turné med Riksteatern, och var den första uppsättning som spelades på teatern Black Box Teater på Aker Brygge i Oslo. Dag Norgård gjorde en nyuppsättning av pjäsen på Stockholm Stadsteater spelåret 1987/88, även den med Chatarina Larsson i rollen, vilken spelades tillsammans med den för Sven Wollter nyskrivna Christian! - Djävla kaarl!!, som handlar om Christian Krohg, Odas man. Även den pjäsen skrevs och regisserades av Dag Norgård och tonsattes av Monica Dominique.
I de nämnda uppsättningarna var också följande ensemblemedlemmar desamma: 
- Scenograf: Stefan Astvik
- Kapellmästare/saxofon: Thomas Bjelkerud
- Trummor: P. Inge Persson
- Bas: Josef Christoffersson.